# 녹턴 올림다단조, Op. posth (쇼팽)

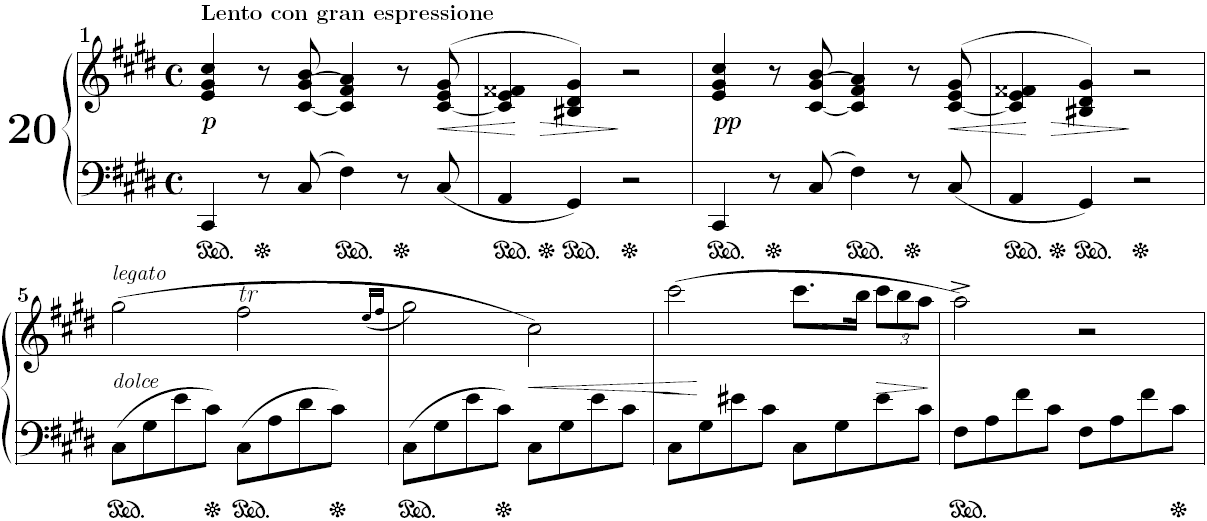
녹턴 오프닝 바

《녹턴 20번 올림 다단조 'Lento con gran espressione', P 1, No. 16, KKIVa/16》은 1830년 프레데릭 쇼팽이 작곡하고 사후인 1870년에 출판된 피아노 독주 작품이다.
쇼팽은 "나의 두 번째 협주곡 연습를 시작하기 전에 연습으로 내 여동생 루드비카에게"라는 문구와 함께 이 작품을 그의 누나 루드비카 쇼팽에게 헌정했다. 작곡가가 사망한 지 21년 후에 처음 출판된 이 작품은 일반적으로 템포 표시로 인해 Lento con gran espressione 이라고 한다.

## 참고 문헌
1. ↑  “Narodowy Instytut Fryderyka Chopina”. 2017년 8월 17일에 원본 문서에서 보존된 문서. 2021년 11월 8일에 확인함.
2. ↑  Murdoch, William (1935). 《Chopin: His Life》.